# Brignoliella quadricornis
Brignoliella quadricornis är en spindelart som först beskrevs av Carl Friedrich Roewer 1963. 
Brignoliella quadricornis ingår i släktet Brignoliella och familjen Tetrablemmidae. Inga underarter finns listade.